# Jonathan Delaplace
Jonathan Delaplace (La Seyne-sur-Mer, 20 de março de 1986) é um futebolista profissional francês que atua como meia.

## Carreira
Jonathan Delaplace começou a carreira no Hyères.